# غازی الکواری
غازی الکواری (انگلیسی: Ghazi Al Kuwari؛ زادهٔ ۱۹ مهٔ ۱۹۷۷) بازیکن فوتبال اهل بحرین بود.
از باشگاه‌هایی که در آن بازی کرده‌است می‌توان به باشگاه فوتبال الاهلی (منامه) اشاره کرد.
وی همچنین در تیم ملی فوتبال بحرین بازی کرده‌است.